# Evaristo Abril
Evaristo José Abril Domingo (Teruel, 11 de octubre de 1961) es doctor Ingeniero de Telecomunicación por la Universidad de Politécnica de Madrid (año 1987) y catedrático de Teoría de la Señal y Comunicaciones en la Escuela Técnica Superior de Ingenieros de Telecomunicación de la Universidad de Valladolid (desde el 28 de septiembre de 1995). Fue rector de la Universidad de Valladolid, durante el periodo 2006-2010.

## Formación
Una vez concluidos los estudios de Bachillerato en el Instituto Ibáñez Martín de su ciudad natal, se traslada a Zaragoza para dar cuerpo a su vocación de ingeniero, cursando el primer año de Ingeniería – por entonces, 1979, común a todas las especialidades – en la Escuela Universitaria de Ingeniería Técnica Industrial de esta ciudad. Al año siguiente se traslada a Madrid, comienza los estudios de Ingeniería de Telecomunicación en la Universidad Politécnica de Madrid, donde se licencia en el año 1985 y obtiene el grado de doctor dos años más tarde. En este centro académico impartirá clases por un periodo de diez años, hasta el 1995, momento en que consigue la Cátedra de Teoría de la Señal y Comunicaciones y se traslada a la Universidad de Valladolid (UVa). 

## Universidad de Valladolid (1995–2005)
En el plano de la gestión académica, Evaristo Abril es nombrado director del departamento de Teoría de la Señal y Comunicaciones e Ingeniería Telemática de la Universidad de Valladolid en el año 1997, cargo que desempeñaría hasta 2000; un año más tarde, pasará a ocupar el puesto de director de la E.T.S. de Ingenieros de Telecomunicación. Además, ha sido miembro, entre otros organismos, de la Junta Consultiva de la UVa, de su Comisión de Doctorado, de la de Ordenación Académica, del Claustro y del Consejo de Gobierno.
Durante esta etapa colaboró en 28 proyectos de investigación en convocatorias competitivas, en casi 100 contratos con empresas, contribuyendo con más de 70 artículos en revistas y publicaciones científicas. Del mismo modo, participó en 150 congresos, nacionales e internacionales y dirigió seis tesis doctorales. En el ámbito del I+D destaca su contribución al desarrollo de dos patentes y modelos en el campo de las telecomunicaciones y una trayectoria docente e investigadora que, desde 1986 hasta 2004, recibió tres evaluaciones positivas de la actividad investigadora. 

## Rector de la Universidad de Valladolid (2006–2010)
Durante su mandato, se llevó a cabo la adaptación de todos los planes de estudio a los nuevos títulos de grado que se deberán impartir en las universidades públicas a partir del curso 2010-11. En el apartado del Profesorado, se firmó el I Convenio Colectivo del PDI con contrato laboral de las Universidades de Castilla y León, tras el preacuerdo económico suscrito en julio de 2006. Asimismo, Abril puso en marcha el Programa especial de dotaciones de plazas vinculadas para la Facultad de Medicina y el Plan de jubilaciones voluntarias del PDI perteneciente a los cuerpos docentes universitarios. Respecto al Personal de Administración y Servicios (PAS), Abril firmó el Convenio Colectivo del PAS Laboral y alcanzó el acuerdo para la implantación de mejoras retributivas del PAS Funcionario. De cara al colectivo estudiantil se implantó la matrícula por cuatrimestres para los nuevos títulos de grado -que según mandato estatutario deberían haber sido implementada en 2008- y se creó la Sede de Alumnos en el antiguo edificio de Enfermería. El 4 de mayo de 2010 fue derrotado por el candidato a Rector Marcos Sacristán, después de ser acusado de manipular esta página de la Wikipedia.
Durante su gestión hubo protestas estudiantiles por la adaptación al Proceso de Bolonia y debido a cambios en los calendarios de exámenes.
| Predecesor: Jesús María Sanz Serna | Rector de la Universidad de Valladolid 2006 - 2010 | Sucesor: Marcos Sacristán |